# Allentown (Pennsilvània)
Allentown és una població dels Estats Units a l'estat de Pennsilvània. Segons el cens del 2000 tenia 106.632 habitants.

## Demografia
Segons el cens del 2000, Allentown tenia 106.632 habitants, 42.032 habitatges, i 25.135 famílies. La densitat de població era de 2.320,8 habitants per quilòmetre quadrat.
Dels 42.032 habitatges en un 28,8% hi vivien nens de menys de 18 anys, en un 39,4% hi vivien parelles casades, en un 15,1% dones solteres, i en un 40,2% no eren unitats familiars. En el 33,1% dels habitatges hi vivien persones soles el 12,8% de les quals corresponia a persones de 65 anys o més que vivien soles. El nombre mitjà de persones vivint en cada habitatge era de 2,42 i el nombre mitjà de persones que vivien en cada família era de 3,09.
Per edats la població es repartia de la següent manera: un 24,8% tenia menys de 18 anys, un 11,2% entre 18 i 24, un 29,8% entre 25 i 44, un 19,1% de 45 a 60 i un 15,1% 65 anys o més.
L'edat mediana era de 34 anys. Per cada 100 dones de 18 o més anys hi havia 87,7 homes.
La renda mediana per habitatge era de 32.016 $ i la renda mediana per família de 37.356 $. Els homes tenien una renda mediana de 30.426 $ mentre que les dones 23.882 $. La renda per capita de la població era de 16.282 $. Entorn del 14,6% de les famílies i el 18,5% de la població estaven per davall del llindar de pobresa.

## Persones il·lustres
- Amanda Seyfried. Actriu, cantant i model.
- Lil peep. Cantant.